# Gazowik Tiumeń (szachy)
Gazowik Tiumeń – rosyjski klub szachowy z siedzibą w Tiumeni.

## Historia
Klub powstał w 2001 roku z inicjatywy Jewgienija Prokopczuka. W tym samym roku klub zadebiutował w Priemjer-Lidze, uzyskując wówczas trzecie miejsce. Również w 2001 roku Gazowik uczestniczył w Pucharze Europy. Rosyjski zespół wygrał wówczas z Dopravním podnikiem Praga, ULIM Chişinău, AO Kydon Chania, Alkaloidem Skopje i PTSz Płock, zremisował z ŠK Kiseljak i przegrał z Petersburg Lentransgaz. W klasyfikacji końcowej pucharu klub uzyskał trzecie miejsce, za Norilskim Niklem Norylsk i Polonią Warszawa. W 2002 roku Gazowik zajął czwartą pozycję w mistrzostwach Rosji. W późniejszych latach klub nie uczestniczył w rozgrywkach ligowych.

## Arcymistrzowie w historii klubu
- Wiktor Bołogan[5]
- Walerij Filippow[6]
- Aleksandr Łastin[5]
- Aleksandr Motylow[5]
- Jewgienij Najer[5]
- Aleksander Oniszczuk[5]
- Jewgienij Prokopczuk[5]
- Andrij Wołokitin[5]